# Uočnica
Uočnica je sveta misa u katoličkom bogoštovlju koja se svetkuje večer prije tj. »uoči« svetkovine ili blagdana, bilo crkvenog, marijanskog ili svetačkog. Uskrsna misa uočnica poznatija je pod nazivom Vazmeno bdjenje, a Božićna polnoćka. Uočnice obično predstavljaju liturgijski vrhunac trodnevnice ili devetnice uoči slavljenog blagdana te se gotovo uvijek služe u koncelebraciji sa svećenicima iz zajedničkog dekanata ili dijeceze, o župnim slavljima (proštenjima) nerijetko i u suslavlju biskupa, nadbiskupa ili metropolita.
Mise zornice u Došašću također se mogu smatrati jednim oblikom uočnica, jer se slave u zoru, »uoči« svitanja novog dana. S druge se strane jednako tako mogu smatrati i oblikom bdjenja.

## Vanjske poveznice
- ùočnica Hrvatski jezični portal: hjp.znanje.hr